# Gloria Bellicchi
Gloria Bellicchi (Parma, 2 febbraio 1979) è un'attrice, personaggio televisivo ed ex modella italiana, eletta Miss Italia 1998.

## Biografia
Nata a Parma ma cresciuta a Salsomaggiore Terme, a 19 anni, dopo aver superato la maturità scientifica, viene eletta Miss Italia nel 1998. La Bellicchi sarà l'ultima Miss Italia a rappresentare l'Italia a Miss Universo. Nel 1999 viene messa sotto contratto dall'agenzia di modelle Elite che la porterà a calcare le passerelle di Milano e Roma per aziende di moda come Laura Biagiotti, Enrico Coveri, Annabella, Gattinoni, Lancetti.
Prima di cedere il titolo conduce per Rai 1 Let's Miss Again, anteprima del celebre concorso di bellezza. Nel 1999-2000, con Denny Méndez, è al fianco di Marco Columbro e Simona Ventura nel programma Scherzi a parte. Dal 2000 collabora con la Riccardo Gay Model Management sfilando a Parigi, Londra, Vienna, Mosca, Giappone e Brasile. Nel luglio dello stesso anno Rete 4 trasmette la sitcom In crociera diretta da Roberto Quaglino e che la vede fra i protagonisti. Dal 2003 al 2008 è nel cast della trasmissione di Rete 4, Pianeta Mare. Nel marzo 2006 si è laureata all'Università degli Studi di Milano in scienze politiche, indirizzo politico-internazionale.
Nel 2009 è protagonista dell'episodio Sesso e segreti della seconda stagione de L'ispettore Coliandro, regia dei Manetti Bros.; mentre a teatro è Patty Pat, l'affascinante e spumeggiante segretaria di Corrado Tedeschi nella commedia brillante L'anatra all'arancia, che ha esordito il 5 maggio al Teatro Manzoni di Milano. Nella stagione televisiva 2009-2010 conduce il programma Piccola Enciclopedia della Cucina sul canale Alice, ed è attrice nella fiction R.I.S. Roma - Delitti imperfetti.
Nel 2010 Tiene una rubrica di viaggi sul mensile Ragazza moderna e scrive di ricerca su People Magazine. Dal 2012 è dirigente presso la Logo Film. Sempre nello stesso anno, è fondatrice dell'associazione culturale Sursum Corda che promuove e valorizza il ruolo della donna nella cultura, nella società e nel mondo del lavoro, attraverso eventi, convegni e spettacoli teatrali.

### Vita privata
Si è sposata nel 2007 con l'avvocato romano Andrea Prosperi (1973-2022), da cui si è separata due anni dopo.
Dal 2010 è legata sentimentalmente all’attore Giampaolo Morelli. Il 14 agosto 2013 la coppia ha avuto il primo figlio. Nel 2016 è nato il loro secondogenito.

## Filmografia
- In crociera – serie TV (2000)
- L'ispettore Coliandro – serie TV, episodio: Sesso e segreti (2009)
- R.I.S. Roma - Delitti imperfetti – serie TV, 4 episodi (2010)
- Yara, regia di Marco Tullio Giordana (2021)

## Teatro
- L'anatra all'arancia di William Douglas-Home e Marc-Gilbert Sauvajon, regia di Ennio Coltorti (2009-2010)
- Il Paradiso può aspettare, regia di Sebastiano Rizzo (2010)

## Televisione
- Miss Italia 1998 (Rai 1, 1998) - concorrente, vincitrice
- Miss Universo 1999 (CBS, 1999) - concorrente
- Let's Miss Again (Rai 1, 1999)
- Scherzi a parte (Canale 5, 1999) - valletta
- Pianeta Mare (Rete 4, 2003-2008) - inviata
- Fornelli in crociera (Rete 4, 2004) - inviata
- Piccola enciclopedia della cucina (Alice, 2009-2010)